# 25365 Bernreuter
25365 Bernreuter este un asteroid din centura principală de asteroizi.

## Descriere
25365 Bernreuter este un asteroid din centura principală de asteroizi. A fost descoperit pe 3 octombrie 1999 la Socorro, New Mexico, în cadrul proiectului LINEAR. Asteroidul prezintă o orbită caracterizată de o semiaxă mare de 2,34 ua, o excentricitate de 0,15 și o înclinație de 6,3° în raport cu ecliptica.